# Mind Funk
I Mind Funk erano un supergruppo alternative funk metal composto da membri dei Soundgarden, Nirvana, Celtic Frost, Ministry formato nel 1989 in New Jersey. Inizialmente formati col nome di "Mind Fuck" cambiarono nome a causa della casa discografica, la Epic Records che li costrinse a modificarlo per motivi di censura. Il chitarrista ex Nirvana e Soundgarden Jason Everman lasciò la band nel settembre del 1994 per andare nell'esercito nel secondo battaglione ranger e nelle forze speciali. Nel 1995 il gruppo si sciolse a causa degli impegni dei singoli membri.

## Formazione

### Ultima
- Patrick Dubar - voce (ex Uniform Choice)
- Louis Svitek - chitarra, voce (ex M.O.D., Ministry  e Chemical Waste)
- Reed St. Mark - batteria (ex Celtic Frost)
- Frank Ciampi - basso

### Ex componenti
- Jason Coppola- chitarra, voce (ex Chemical Waste)
- John Monte - basso, voce (ex M.O.D., Chemical Waste, Human Waste Project, Evil Mothers, Dragpipe)
- Reed St. Mark - batteria (ex Celtic Frost)
- Jason Everman - chitarra, voce (ex Nirvana, Soundgarden)

## Discografia

### Album in studio
- 1991 - Mind Funk
- 1993 - Dropped
- 1995 - People Who Fell from the Sky

### EP
- 1991 - Touch You

### Singoli
- 1991 - Big House Burning